# Coscinedes gracilis
Coscinedes gracilis är en skalbaggsart som beskrevs av Bates 1885. Coscinedes gracilis ingår i släktet Coscinedes och familjen långhorningar.
Artens utbredningsområde är:
- Honduras.
- Panama.

Inga underarter finns listade i Catalogue of Life.